# Veliká (Bojiště)
Veliká (německy Welka) je malá vesnice, část obce Bojiště v okrese Havlíčkův Brod. Nachází se asi dva kilometry východně od Bojiště. Veliká je také název katastrálního území o rozloze 1,6 km².

## Historie
Roku 1545 si vesnici nechala do zemských desek zapsat Markéta Ledecká z Říčan jako součást ledečského panství.